# 卡爾比隆里北卡查爾山解放陣線
卡爾比隆里北卡查爾山解放陣線（英語：Karbi Longri North Cachar Hills Liberation Front，簡稱KLNLF）是在印度阿薩姆邦底马哈撒县（舊稱北卡查爾山縣）與卡比昂隆縣活動的武裝組織，主張卡爾比人民族自決。2004年原本的卡爾比人武裝組織聯合人民民主團結與印度政府和談時，部分成員反對和談而分出的組織，成立日期為12月6日，兩組織為爭奪地盤時而發生衝突。
2008年KLNLF約有成員225人。此組織與阿薩姆聯合解放陣線可能關係密切。
2021年2月23日卡爾比隆里北卡查爾山解放陣線宣告解散，成員均向印度政府投降。同年9月4日KLNLF、聯合人民民主團結、卡比昂隆人民解放軍（Karbi Anglong People’s Liberation Army）、卡爾比人民解放之虎（Karbi People’s Liberation Tigers）與卡爾比隆里人民民主委員會（Peole’s Democratic Council of Karbi Longri）等五個卡爾比人的武裝組織與印度聯邦政府及阿薩姆邦政府簽署〈卡比昂隆協定〉（Karbi Anglong Agreement），結束當地武裝衝突，並計劃加強開發北卡查爾山和卡比昂隆地區。